# Kléber Mesquida
Pour les articles homonymes, voir Mesquida et Kléber (homonymie).
Kléber Mesquida, né le 3 août 1945 à Douaouda (Algérie française), est un homme politique français.

## Biographie
En 1977, il est élu maire de Creissan. Il est élu député le 16 juin 2002, pour la XIIe législature (2002-2007), dans la cinquième circonscription de l'Hérault. Il fait partie du groupe socialiste.
Il est réélu député le 17 juin 2007 avec 52,31 % des suffrages face à Marcel Roques.
En mars 2015, il est élu conseiller départemental du canton de Saint-Pons-de-Thomières en tandem avec Marie-Pierre Pons. Le 2 avril suivant, il est élu à la présidence du département,,,.
En 2017, il ne se représente pas à l'élection législative. Philippe Huppé lui succède comme député de la cinquième circonscription de l'Hérault en juin 2017.
Le 1er juillet 2021, il est réélu président du conseil départemental de l'Hérault avec 42 voix pour et 8 abstentions.
En juin 2025, en désaccord avec l'orientation politique du Parti socialiste, il déclare quitter ce dernier. Il annonce dans le même temps vouloir s'investir plus amplement dans le parti fondé par Bernard Cazeneuve, La Convention, dont il est adhérent depuis sa fondation.

## Détail des mandats et fonctions

### Mandats actuels
Conseil général puis départemental de l'Hérault
- conseiller général du canton de Saint-Pons-de-Thomières depuis le 27 mars 1994[10].
- président du conseil départemental depuis le 2 avril 2015.

### Mandats antérieurs
Conseil général de l'Hérault
- vice-président de 1998 à juin 2012[10]

Communauté de communes du Pays Saint-Ponais
- Président de janvier 1995 à mars 2001[10]

Commune de Creissan
- Maire du 21 mars 1977 au 18 juin 1995[10]

Commune de Saint-Pons-de-Thomières
- Maire du 19 juin 1995 au 20 octobre 2012[11]

Assemblée nationale
- Député de la cinquième circonscription de l'Hérault du 16 juin 2002[10] au 20 juin 2017.